# Ferme de la Vallée (Biéville-Beuville)
La ferme de la Vallée est un manoir du XVe siècle-XVIe siècle situé à Biéville-Beuville dans le département du Calvados en Normandie.

## Localisation
Le manoir est situé au lieudit La Vallée à Biéville-Beuville, dans la vallée du Dan.

## Historique
Le manoir est daté du XVIe siècle voire de la fin du XVe siècle.
Il a été par la suite transformé en ferme.
Une aile est ajoutée au XVIIIe siècle.
Certains éléments font l'objet d'une inscription aux monuments historiques par un arrêté du 21 décembre 1984 : les façades et les toitures de la façade est, la tour d'escalier.

## Description
Le manoir est bâti en pierre.
L'édifice possède un logis et une tourelle. La façade la plus ancienne comporte deux fenêtres à meneaux. L'aile la plus récente comporte un relief représentant un lion.